# 에어리퀴드
에어리퀴드는 프랑스의 산업용 가스 회사이다. CAC 40에 상장되어 있다.

## 본사 및 공장
- 본사: 서울특별시 강남구 테헤란로 501 브이플렉스빌딩 11층
- 여수1,2공장: 전남 여수시 여수산단2로 263
- 여수3공장: 전남 여수시 산단중앙로 669